# Хусейн (хан)
Хусе́йн бин Жанибе́к — астраханский хан, правивший около 1523—1526 годов.
Сын Джанибека, также правившего в Астрахани, внук Махмуда и правнук Кичи-Мухаммеда, ханов Большой Орды. Племянник астраханских ханов Касима I и Абд-ал-Керима. Достоверных источников о нём, как и вообще об истории Астраханского ханства крайне мало, все сведения о нём относятся к его контактам с другими историческими персонами.
Известно, что в 1523 году после захвата Астрахани крымскими войсками во главе с Мухаммед-Гиреем и кратковременного номинального правления в Астрахани его сына Бахадыр-Герая, Мехмед-Герай и его старший сын были внезапно убиты ногайцами, которые до этого были подданными крымского хана. После этого ногайцы во главе с мирзой Мамаем совершили опустошительный грабительский набег на Крым, в этом набеге принял участие и живший в Астрахани Шейх-Хайдар, внук последнего значительного хана Большой Орды Ахмата и сын Шейх-Ахмеда, номинального хана Большой Орды, находящегося в литовском плену. Однако после ухода ногаев в Крым власть в Астрахани захватил Джанибек, и, скорее всего, без поддержки ногайцев.
Высказываются разные мнения о том, кто правил в Астрахани перед её занятием крымским ханом. Хан Джанибек умер в 1521 году, приблизительно в марте-апреле он ещё принимал послов из Крыма, а 15 августа его уже не было в живых. После чего в Астрахани был затянувшийся период безвластия. В октябре 1521 в Крыму и в Азове ещё ничего не было известно о новом хане. Обсуждались кандидатуры сына Ахмата Муртазы и Хусейна. Некоторые исследователи, например В. В. Трепавлов, предполагают, что Хусейн всё-таки пришел к власти ещё до захвата Астрахани Мухаммед-Гиреем и после его убийства просто вернулся на свой престол.
Пришедший к власти в Крыму после его разорения ногаями Саадет-Гирей одним из своих первых внешнеполитических действий нормализовал отношения с Астраханью. Он в частности просил Хусейна не допустить переправы через Дон враждебных ему ногаев. Хусейн в свою очередь послал послов в Москву, ответное посольство прибыло в Астрахань, и были установлены дружеские отношения.
Отношения с ногаями были сложными. Уже в 1523 ногайский мирза Мамай пытался организовать поход на Астрахань, однако в среде ногаев произошёл раскол. Мамая поддержал только Юсуф. Два других ногайских лидера Агиш и Хаджи-Мухаммед не поддержали Мамая. Безрезультатная осада Астрахани ногаями Мамаем и Юсуфом датируется концом сентября - октябрём  1523 года. Некоторые исследователи относят её на несколько месяцев позднее к зиме 1523/24 годов. В обороне Астрахани принял участие Чобан-Гирей, крымский царевич, бежавший от Саадет-Гирея. Причина конфликта, возможно, была в том, что Мамай считал город уже своим, и самовольный приход к власти Хусейна возмутил его.
Известны дипломатические усилия Хусейна по двум направлениям. Во-первых, он пытался создать союз против Мамая. Для этого в августе 1524 года он обращался к крымскому хану Саадет-Гирею с предложением выступить в поход против Мамая, обещая свою поддержку и заверяя о готовности Агиша присоединиться к союзу, но Саадет-Гирей видимо счел план излишне опасным для него. Однако он пытался привлечь к этому союзу Василия III. Хусейн пытался привлечь к этому союзу и правившего тогда в Казани Сахиб-Гирея, но того этот план не интересовал, Сахиб Гирей вероятно уже готовился к отбытию из Казани в Стамбул. В целом этому плану не суждено было реализоваться, так как Агиш скорее всего погиб в результате случайного столкновения с Сахиб-Гиреем, когда тот следовал из Казани в Крым.
Второе направление внешнеполитической интриги Хусейна была попытка вызволить из литовского плена находящегося там последнего хана Большой орды Шейх-Ахмета и создать астраханско-литовский союз, направленный против крымского ханства. Шейх-Ахмет, имевший влияние на ногайцев, как их номинальный сюзерен, должен был возглавить это антикрымское движение. Литва даже начала военные действия против Крыма, но почему-то задержала освобождение Шейх-Ахмета до 1527 года. Поэтому данный план также не был воплощён.
Скорее всего, Хусейн правил до своей смерти, дата которой не известна. По некоторым предположениям в 1527—28 годах в Астрахани уже правил Шейх-Ахмет, наконец-то освобожденный Литвой. Призвание этого наиболее знатного на пространстве бывшей Золотой орды, но лишенного реальных ресурсов лидера скорее всего было попыткой местной знати положить конец смутам и борьбе за власть в ханстве.

## Источник
- Астраханское ханство / И. В. Зайцев; Ин‑т востоковедения РАН. — 2‑е изд., испр. — М.: Восточная литература, 2006. — 303 с. — ISBN 5-02-018538-8